# Tumba (Belasica)
Tumba (grčki: Τούμπα, mak. i bug. Тумба) je vrh na planini Belasici. Vrh, koji se nalazi na 1880 m/nm, leži na glavnom grebenu Belasice, zapadno od vrha Lozen i istočno od vrha Sečena Skala. Planina je  kupolastog oblika sa strmim južnim i sjevernim padinama, izgrađena je od metamorfnih stijena, a prekrivena je niskom subalpskom vegetacijom. Tumba je poznata kao tromeđa Bugarske, Grčke i Sjeverne Makedonije. Jedna je od najjugozapadnijih točaka Bugarske i jedna od najjugoistočnijih točaka Sjeverne Makedonije.

## Planinarenje
U Bugarskoj su povoljna polazišta za uspon sela Klyuch, Skrat i Gabrene. U Sjevernoj Makedoniji to su Smolari i Šarena češma. U Grčkoj su to Platanakia, Kalochori i Kastanoussa. Svakog kolovoza od 2001. organizira se međunarodna ekskurzija na vrh pod motom "Balkan bez granica".